# Реслманія 2
Реслманія 2 (англ. «WrestleMania 2») - друге щорічне шоу професійного реслінгу Реслманія, організоване Всесвітньою Федерацією Реслінгу (WWF, нині WWE). Дана подія, що відбулась 7 квітня 1986 року (понеділок) стала першим шоу WrestleMania, що проводилось не у традиційну неділю і залишалась єдиною у своєму роді аж до дводенного шоу Реслманія 36 у квітні 2020 року. Захід проходив одночасно на трьох майданчиках: Нассау-Ветеранс-Меморіал-колісіум в Юніондейлі, штат Нью-Йорк, Роузмонт-Горайзон у Роузмонті (передмісті Чикаго), штат Іллінойс, і Лос-Анджелес-Меморіал-Спортс-арена в Лос-Анджелесі, штат Каліфорнія.
На кожному майданчику було проведено по чотири матчі, а загалом на Реслманії 2 відбулося 12 поєдинків. Головною подією в Юніондейлі став боксерський поєдинок між Містером Ті та Родді Пайпером. У Чикаго головною подією став титульний бій командних чемпіонів WWF - "Команда Мрії" (англ. Dream Team) з Грегом Валентайном і Брутусом Біфкейком у складі проти "Британських Бульдогів" (англ. The British Bulldogs), до яких входили Дейві Бой Сміт і Динаміт Кід. У головному поєдинку в Лос-Анджелесі чемпіон світу у важкій вазі за версією WWF Халк Хоган захищав свій титул від Кінг Конга Банді в поєдинку у сталевій клітці. Також в Юніондейлі Інтерконтинентальний чемпіон WWF у важкій вазі "Мачомен" Ренді Севідж захищав свій титул у матчі з Джорджем "Твариною" Стілом, а в Чикаго відбулася королівська битва за участю 20 бійців WWF та гравців Національної Футбольної Ліги США.

## Виробництво

### Передісторія
Після успіху першої Реслманії у 1985 році, Всесвітня Федерація Рестлінгу (World Wrestling Federation або WWF, нині WWE) запланувала проведення другої Реслманії на наступний рік, таким чином заснувавши традиію проводити шоу "WrestleMania" щорічно. На відміну від попереднього року, Реслманію 2 було заплановано провести одночасно на трьох майданчиках у понеділок, 7 квітня 1986 року. Обраними локаціями стали: 
- Нассау-Ветеранс-Меморіал-колісіум в Юніондейлі (штат Нью-Йорк);
- Роузмонт-Горайзон[en], що у передмісті Чикаго - Роузмонті (штат Іллінойс);
- Лос-Анджелес-Меморіал-Спортс-арена[en] в Лос-Анджелесі (штат Каліфорнія).

Для кожної локації було заплановано окрему програму з чотирьох матчів.

### Мовлення
На заході працювали окремі команди коментаторів та ринг-анонсерів у кожному місті. Команди коментаторів складалися з Вінса МакМена та Сьюзен Сен Джеймс у Нью-Йорку; Горили Монсун, Джина Окерлунда та Кеті Лі Кросбі в Чикаго; та Джессі Вентури, Альфреда Хейса й Ельвіри в Лос-Анджелесі. Ринг-анонсерами були Говард Фінкель (Нью-Йорк), Чет Коппок (Чикаго) та Лі Маршалл (Лос-Анджелес).

### Зірки
Рей Чарльз заспівав пісню "America the Beautiful" перед шоу у Нассау-Ветеранс-Меморіал-колісіум в Нью-Йорку. На нью-йоркському сегменті були присутні такі знаменитості, як: Кеб Келлоуей, Дерріл Докінз, Г. Гордон Лідді, Джоан Ріверс, Джо Фрейзер, Лу Дува, Герб і Сьюзен Сен Джеймс. На шоу в Чикаго були присутні такі знаменитості, як Клара Пеллер,Оззі Осборн, Кеті Лі Кросбі й відомі футболісти того часу Дік Буткус, Ед Джонс, Білл Фралік, Ерні Холмс, Гарві Мартін, Джим Коверт, Расс Френсіс та Вільям Перрі. Лос-анджелеський сегмент також включав зіркових гостей: Рікі Шредера, Роберта Конрада, Томмі Ласорду та Ельвіру.

### Сюжети
Програма Реслманії 2 складалась з 12 поєдинків, які були результатом сценарних сюжетних ліній. Напередодні шоу, сюжетні лінії між персонажами розвивались в основних телевізійних передачах WWF: Championship Wrestling, All-Star Wrestling, Saturday Night's Main Event та Prime Time Wrestling.

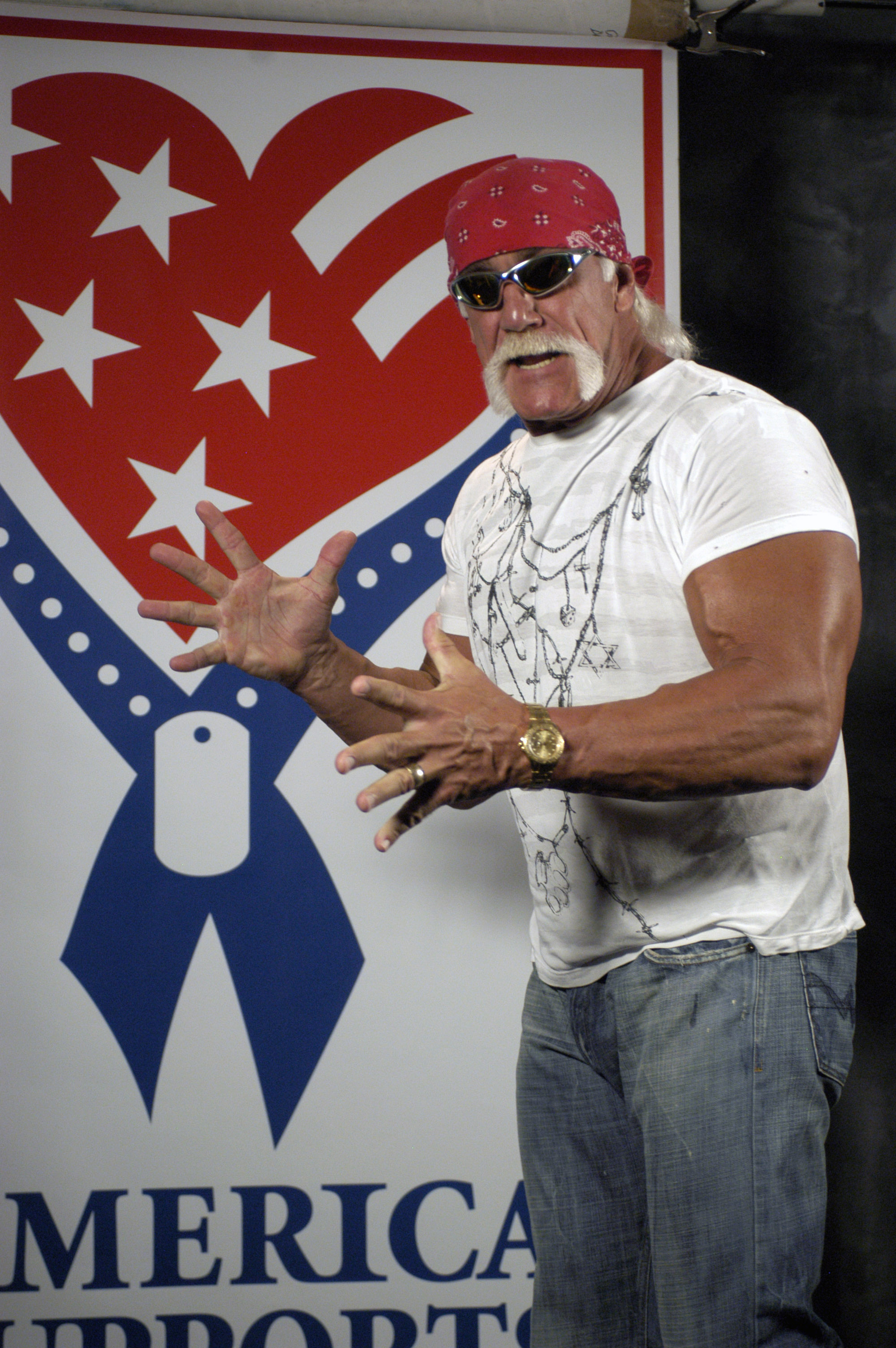
Халк Хоган зустрівся з Кінг-Конгом Банді в поєдинку в сталевій клітці за титул чемпіона світу WWF у важкій вазі на Реслманії.

Три ворожнечі, що стали головними подіями Реслманії 2 визначились на випуску Saturday Night's Main Event V від 1 березня 1986 року. Головне протистояння перед Реслманією 2 мало місце між Халком Хоганом та Кінг Конгом Банді, що боролися за титул чемпіона світу WWF у важкій вазі. Хоча вони час від часу і стикалися раніше, їхня перша телезустріч відбулася 2 листопада 1985 року на Saturday Night's Main Event III, де Хоган об'єднався з Андре Гігантом проти опонентів останнього - Банді та Великого Джона Стадда. Хоган і Андре виграли матч за дискваліфікацією опонентів. 1 березня Хоган захищав свій титул чемпіона WWF від Прекрасного Мурако. Саме тоді, коли Хоган збирався утримати Мурако, Банді вибіг на ринг і з допомогою Мурако напав на Хогана (2-на-1), неодноразово придавлюючи його вагою свого тіла (використавши прийом під назвою "Лавина", англ. Avalanche), щоб зламати йому ребра. Хоган отримав дуже серйозну (за сценарієм) травму, в той час як Банді (зловтішаючись над своїми діями) кинув виклик Хогану на бій за титул. З думками про помсту Хоган вирішив не прислухатися до порад лікаря і прийняв виклик. Після цього між ними було призначено бій у сталевій клітці за титул чемпіона світу за версією WWF у Лос-Анджелесі.
Друга ворожнеча, що вилилась у головну подія, розгорілася між Містером Ті та "Роуді" Родді Пайпером. Пайпер зарекомендував себе як головний лиходій WWF у 1984 році. Через рік він приєднався до Пола Орндорфа і Боба Ортона, щоб протистояти Халку Хогану й Містеру Ті, які в свою чергу перемогли Пола і Пайпера у головній події першої в історії Реслманії. Усобиця Пайпера і Містера Ті відновилася в 1986 році після того, як стало відомо про їхню реальну ненависть один до одного, що спонукало WWF перетворити їхню неприязнь один до одного у ф'юд. Пайпер та інші зірки реслінгу в роздягальні недолюблювали Містера Ті, тому що він був актором і не мав попередньої реслерської підготовки. У відповідь на це Містер Ті став спеціальним боксером WWF і почав брати участь у боксерських поєдинках. Першого березня, на Saturday Night's Main Event V Містер Ті переміг Ортона у боксерському двобої. Після поєдинку Пайпер відволік Містера Ті, що дозволило Ортону напасти ззаду і почати побиття 2-на-1. Містер Ті зажадав реваншу, що призвело до його боксерського поєдинку проти Пайпера уже на Реслманії 2 в Юніондейлі.
Третьою з зазначених ворожнеч напередодні Реслманії 2 була боротьба між "Командою Мрії" (англ. Dream Team) Грегом Валентайном і Брутусом Біфкейком та "Британськими Бульдогами" (англ. British Bulldogs) Дейві Бой Смітом і Динаміт Кідом) за командне чемпіонство WWF. 24 серпня 1985 року Біфкейк і Валентайн виграли чемпіонські титули у команди "Американський Експрес" (Баррі Віндем і Майк Ротундо). Британські Бульдоги кинули виклик Біфкейку і Валентайну відразу після їхньої перемоги. "Команда Мрії" зберегла свої титули у матчі проти Бульдогів на домашньому шоу 11 вересня, програвши за дискваліфікацією. Вони знову захищали пояси проти Бульдогів на Saturday Night's Main Event V, де здобули перемогу. Після того, як Бульдоги двічі не змогли завоювати титули, "Команда Мрії" погодилися востаннє надати титульну можливість у матчі на Реслманії 2 в Роузмонті.
Іншою великою усобицею напередодні Реслманії 2 було протистояння між Ренді "Мачоменом" Севіджем та Джорджем "Твариною" Стілом. Ворожнеча виникла після того, як Стіл, який використовував неандертальський образ, захопився менеджером Севіджа, прекрасною міс Елізабет (реальною дружиною Ренді, хоч це і не визнавалось на телебаченні). Їхня перша зустріч відбулася під час Saturday Night's Main Event IV, що вийшла в ефір незадовго до того, як Севідж виграв Інтерконтинентальне Чемпіонство WWF. Стіл часто відволікався на Елізабет, що Севідж обертав на свою користь. Разом з колишнім чемпіоном Тіто Сантаною (який теж мав матч у лос-анджелеському сегменті шоу) Стіл став одним з головних претендентів на титул Севіджа.

## Шоу
Реслманія 2 проходила на трьох аренах: Нассау-Ветеранс-Меморіал-колісіум в Юніондейлі, штат Нью-Йорк, Роузмонт-Горайзон в Роузмонті, штат Іллінойс, і Лос-Анджелес-Меморіал-Спортс-арені в Лос-Анджелесі.

### Нью-Йорк

Мачомен Ренді Севідж проти Джорджа Стіла за титул Інтерконтинентального Чемпіона WWF у важкій вазі

У першому поєдинку шоу на арені Нью-Йорка, Пол Орндорф зустрівся з "Прекрасним" Мурако. На початку поєдинку Орндорф провів Мурако кидок тіла (англ. Body Slam). Коли натовп відреагував і Орндорф святкував успіх, він повернувся до Містера Фуджі і зробив расистський жест косих очей, за яким послідував жест по лікоть. Цей суперечливий момент вирізаний з більшості домашніх відео-версій матчу і вирізаний з версії, показаної на платформі WWE Network. Обидва чоловіки продовжили бійку за межами рингу і в результаті обидва були відраховані рефері.
Наступним був матч за титул Інтерконтинентального Чемпіона WWF у важкій вазі між "Мачоменом" Ренді Севіджем та Джорджем "Твариною" Стілом. Севіджа підтримувала його реальна дружина Міс Елізабет біля рингу. Наприкінці поєдинку Стіл став першим чоловіком, якому вдалося вирватись з утримання після фірмового ліктя з верхнього канату (англ. Top Rope Elbow Drop) від Севіджа. Ренді утримав Стіла на ринзі згортанням (англ. Roll-up), спираючись обома своїми ногами на середній канат (суддя не помітив). В результаті Севідж зберіг титул Інтерконтинентального Чемпіона у важкій вазі.
Третій поєдинок у "Колізеї" відбувся між Джейком Робертсом та Джорджем Веллсом. Робертс провів DDT на Веллсі і утримав його для перемоги. Після матчу Робертс дозволив своїй змії нав ім'я Деміан огорнути шию Уеллса, у якого пішла піна з рота.
Останнім матчем був боксерський двобій між Містером Ті та "Роуді" Родді Пайпером. Ті був супроводжений боксером Джо Фрейзером, тоді як Пайпер - тренером з боксу Лу Дува. Пайпер був дискваліфікований за проведення Body Slam на Містері Ті о 1:15 в четвертому раунді.
| Роль:                   | Ім'я:                                               |
| ----------------------- | --------------------------------------------------- |
| Коментатор              | Вінс Макмен (Нью-Йорк)                              |
| Коментатор              | Горила Монсун (Чикаго)                              |
| Коментатор              | Джин Окерлунд (Чикаго)                              |
| Коментатор              | Джессі Вентура (Лос-Анджелес)                       |
| Коментатор              | Лорд Альфред Хейс (Лос-Анджелес)                    |
| Ринг-анонсер            | Говард Фінкель (Нью-Йорк)                           |
| Ринг-анонсер            | Чет Коппок (Чикаго)                                 |
| Ринг-анонсер            | Лі Маршалл (Лос-Анджелес)                           |
| Ринг-анонсер            | Джоан Ріверс (Нью-Йорк; Пайпер пр. Мр. Ті)          |
| Ринг-анонсер            | Томмі Ласорда (Лос-Анджелес; Головна Подія)         |
| Судді                   | Дік Кролл                                           |
| Судді                   | Джек Лотц                                           |
| Судді                   | Дейв Хебнер                                         |
| Запрошений суддя        | Дік Буткус (Роузмонт; Королівська Битва)            |
| Запрошений суддя        | Ед "Надвисокий" Джонс (Лос-Анджелес; Головна подія) |
| Запрошений суддя        | Роберт Конрад (Лос-Анджелес; Головна Подія)         |
| Запрошений ринг-анонсер | Сьюзен Сен Джеймс (Нью-Йорк)                        |
| Запрошений ринг-анонсер | Кеті Лі Кросбі (Чикаго)                             |
| Запрошений ринг-анонсер | Ерні Ледд (Чикаго)                                  |
| Запрошений ринг-анонсер | Ельвіра (Лос-Анджелес)                              |
| Запрошений хронометрист | Герб (Нью-Йорк)                                     |
| Запрошений хронометрист | Клара Пеллер (Чикаго)                               |
| Запрошений хронометрист | Рікі Шредер (Лос-Анджелес)                          |
| Запрошений вокаліст     | Рей Чарльз (Нью-Йорк)                               |

### Чикаго
Першим поєдинком чиказької частини Реслманії 2 став матч за титул чемпіонки WWF серед жінок між Неймовірною Мулою та Вельвет МакІнтайр. Макінтайр спробувала атакувати Мулу сплеском (англ. Splash) у стрибку з середнього канату кута рингу, але Мула ухилилася і МакІнтайр промазала свою атаку. Мула скористалася цим і утримала на канвасі Макінтайр, зберігши свій титул.
Другий двобій був матчем з прапорами між Капралом Кірхнером та Ніколаєм Волковим. Фредді Блассі підтримував Волкова біля рингу. Він кинув свою тростину Волкову, але Кірхнер зловив її і вдарив нею Ніколая, а потім утримав його для перемоги.
Третій матч був королівською битвою за участю 20 бійців WWF та гравців Національної Футбольної Ліги: Джимбо Коверт, Білл Фралік, Расс Френсіс, Ерні Холмс, Гарві Мартін і Вільям "Рефрежиратор" Перрі. Серед них були і зірки WWF: Андре Гігант, Тед Арсіді, Тоні Атлас, Заснування Харта (Брет Харт і Джим Нейдхарт), Бджоли-вбивці (Б. Брайан Блер і Джим Брунзелл), Хіллбіллі Джим, Залізний Шейх, Король Тонга, Педро Моралес, Бруно Саммартіно, Денні Спайві і Великий Джон Стадд. Наприкінці матчу до фінальної трійки учасників увійшли Андре Гігант та обидва члени Заснування Харта. Андре спочатку позбувся Нейдхарта, а потім і Брета Харта, вигравши королівську битву.
Останнім поєдинком став матч за титули командних чемпіонів WWF між "Британськими Бульдогами" (Дейві Бой Сміт і Динаміт Кід) та "Командою Мрії" (Грег Валентайн і Брутус Біфкейк). "Бульдогів" біля рингу підтримували екс-вокаліст Black Sabbath Оззі Осборн та Лу Альбано. Після 13 хвилин бою Сміт відправив Валентайна у кут рингу, де Грег зіштовхнувся головами з Динаміт Кідом. Кід в результаті впав на мати за рингом, а Сміт утримав Валентайна, щоб завоювати титули командних чемпіонів і покласти край семимісячному домінуванню "Команди Мрії".

### Лос-Анджелес
У Лос-Анджелесі відбулося ще чотири поєдинки. У першому з них, Рікі Стімбот зустрівся з Геркулесом. Геркулес намагався стрибнути на лежачого Рікі з верхнього тернбакла рингу (провести англ. Flying Bodypress), але Стімбот зустрів його політ піднятими колінами. Після цього вже сам Рікі провів цей прийом на стоячому Геркулесі і здобув перемогу утриманням опонента.
Адріан Адоніс, якого підтримував за рингом Джиммі Харт, переміг дядька Елмера після пірнаючого удару головою (англ. Diving Headbutt).
Брати Фанк зійшлись в командному поєдинку зі Звалищним Псом і Тіто Сантаною. Джиммі Харт супроводжував братів Фанк. Хосс Фанк відволік рефері, Харт скористався цим і віддав свій мегафон Террі Фанку, який вдарив Звалищного Пса, а потім утримав його для перемоги.

Халк Хоган зустрівся з Кінг Конгом Банді у двобої за титул Чемпіона Світу WWF у важкій вазі.

На кінець, головна подія Реслманії 2: матч за титул Чемпіона Світу WWF у важкій вазі в сталевій клітці, в якому Халк Хоган захищав свій титул від Кінг Конга Банді. Ребра Хогана були сильно забинтовані внаслідок нападу Банді 1 березня 1986 року на випуску Saturday Night's Main Event V, де Боббі Хінан був секундантом Банді.
Спочатку Банді зняв стрічку з ребер Хогана. Однак Халк відбився і протаранив головою Кінг Конга сталеву клітку. Він намагався провести Банді кидок черпаком (англ. Scoop Slam), але впав не витримавши ваги опонента. Банді атакував Лавиною (сплеск на опоненті в куті рингу) і великим сплеском (англ. Big Splash) стрибнув на Хогана з верхнього тернбакла. Однак Халк "зібрався з силами" і провів сильний кидок (англ. Power Slam) на Банді, після чого закріпив успіх коронною  ногою в падінні (англ. Leg Drop). За правилами матчу, для перемоги потрібно покинути клітку для перемоги. Хоган заліз нагору сталевої клітки, але Банді схопив його ноги. Хоган вдарив Банді по голові і переліз через верхню частину сталевої клітки на підлогу, вигравши матч і зберігши чемпіонський титул. Після матчу Хоган зловив Хінана в клітці; поки Банді відходив від бою, Хоган протаранив головою Хінана клітку, а потім викинув його назовні прийомом англ. Atomic Drop.

## Відгуки
Реакція критиків на шоу була незадовільною, а рішення проводити шоу в трьох місцях було піддано жорсткій критиці. Джон Кантон з TJRwrestling.net сказав: "Я впевнений, що ідея проведення цього шоу в трьох різних місцях звучала як гарна ідея на папері для Вінса МакМена, але вона не була ефективною з точки зору виробництва якісної програми." Брайан Роуз з Voices of Wrestling прокоментував, що він "розуміє, чому WWE після цього шоу обмежився однією ареною". Джейсон Пауелл з prowrestling.net також був радий дізнатися, що наступні Реслманії не будуть проводитися на трьох аренах, сказавши: "В цілому, РестлМанія 2 була надмірною. Ідея проведення шоу на трьох окремих ринках була непродуманим гребінням грошей і я радий, що вони більше ніколи не підуть цим шляхом".
Джон Кантон з TJR Retro також був дуже критичним щодо розкручених головних подій шоу. Він прокоментував, що "кожен з великих матчів на шоу був розчаруванням, починаючи з поєдинку Хогана та Банді в клітці, Королівської битви та боксерського поєдинку Пайпер/Містер Ті. Якщо великі поєдинки настільки погані, це шкодить всьому шоу".
Роб МакНью з 411Mania.com також негативно оцінив три "головні" поєдинки. МакНью поставив боксерському поєдинку 1 зірку з 5, сказавши: "Довга затягнута бійка після всього. Абсолютне лайно, яке тривало занадто довго і закінчилося без фіналу". Він дав 2 зірки поєдинку в сталевій клітці між Хоганом і Банді, сказавши, що він "був більше схожий на матч Saturday Night Main Event, ніж на головну подію Реслманії". МакНью оцінив весь захід на 2 бали з 10 і сказав: "Йому не вистачає історичного значення Реслманії I, щоб навіть дивитися його з цією метою. Це були три години болю, які я хотів би повернути. На щастя, WWF значно виправиться наступного року, але це шоу - величезне розчарування".
Однак, про матч за командні пояси МакНью сказав наступне: "Приголомшливий матч, який перервав смугу відстою, що була на цьому шоу до цього моменту. Однією з речей, яка мені дуже сподобалась у цьому матчі це те, що він, здавалося, відійшов від традиційної формули командних боїв. Не було жодної секвенції з передачою тега з останніх сил, а також не було жодної передачі гарячого тегу в будь-який момент. Без сумніву, це був матч вечора". Він присудив йому три з половиною зірки з п'яти. Незважаючи на загалом погані відгуки про Реслманію 2, Брендон Страуд з Uproxx назвав подію кращою за Реслманія I, коментуючи так: "Реслманія 2 - це (вірите чи ні) гігантське покращення в порівнянні з WrestleMania I... Це не найкраще шоу за всю історію - воно далеко не таке важливе, як Реслманія III, і ми не отримаємо велику-в-цілому Реслманію аж до X-ої, але це така річ, яка надирає тобі зад в дитинстві, і це важливо".

## Наслідки
Мачомен Ренді Севідж й Джордж "Тварина" Стіл продовжували ворогувати один з одним протягом усього 1986 року. Це призвело до двох матчів-реваншів за титул Інтерконтинентального чемпіона WWF у важкій вазі на Saturday Night's Main Event IX на початку 1987 року, обидва рази на кону стояв титул Інтерконтинентального Чемпіона, а вдруге - ще й менеджерські послуги Елізабет; обидва рази Стіл програв. Севідж також активно ворогував з Хоганом, але так і не зміг виграти у нього титул Чемпіона Світу WWF у важкій вазі.
Нові Командні Чемпіони WWF "Британські Бульдоги" (Дейві Бой Сміт і Динаміт Кід) готувалися до складних поєдинків з іншими командами. 4 жовтня 1986 року, на Saturday Night's Main Event VII, вони перемогли колишніх чемпіонів "Команду Мрії" (Грега Валентайна та Брутуса Біфкейка) у матчі з двома фолами з трьох, і зберегли пояси.
Халк Хоган продовжив свій забіг Чемпіона Світу WWF у важкій вазі. Окрім Севіджа, його головними суперниками протягом 1986 року були "Чарівний Адріан" Адоніс, Геркулес Ернандес, Камала і, в його найбільшій ворожнечі року, Пол Орндорф. Було розроблено сюжетну лінію, зосереджену на дружбі між Хоганом та Орндорфом, де Адріан Адоніс врешті-решт спричинив неприємності між ними, що змусило Пола виступити проти Хогана. Тим часом Банді час від часу об'єднувався з Великим Джоном Стаддом (і починав свою ворожнечу з "Машинами"). Протягом наступних півтора року він також буде боротися з Хоганом за титул Чемпіона Світу у важкій вазі, поки не покине WWF на початку 1988 року.
Після перемоги на королівській битві кар'єра Андре Гіганта опинилася на роздоріжжі. Ще не помітно для фанатів, він почав страждати від наслідків своєї невиліковної хвороби, відомої як акромегалія - синдром, що виникає внаслідок надмірного вироблення гормону росту, який і призвів до гігантських розмірів Андре. Через стан здоров'я, запланований тур до Японії та згоду на головну роль у фільмі "Принцеса-наречена", Андре взяв невелику перерву у виступах на рингу. Щоб пояснити його відсутність, була розроблена сюжетна лінія, згідно з якою Андре не з'явився на командний матч, в якому він і його партнер на власний вибір протистояли давнім суперникам - Великому Джону Стадду і Кінг Конгу Банді. За наполяганням менеджера Боббі Хінана Андре відсторонили від змагань. Андре повернеться, але змагатиметься під маскою у складі нової команди під назвою "Машини". Стадд і Банді наполягали (але так і не змогли довести), що Андре і "Гігантська Машина" - це одна і та ж людина.
Реслманія 2 стала останнім великим платним виступом Родді Пайпера під час його першого "лиходійського" етапу кар'єри. Незадовго до події він записав сегменти рубрики "Piper's Pit" на чотири тижні вперед, які вийшли в ефір у квітні в синдикованих програмах WWF, а потім взяв чотиримісячну перерву. Коли Пайпер повернувся до WWF у серпні, він став "фейсом" (хорошим хлопцем) і почав жорстоку ворожнечу з Адонісом, який тим часом розпочав власне ток-шоу на кшталт "Piper's Pit" під назвою "Квіткова Лавка" (англ. The Flower Shop). Джессі "Тіло" Вентура також взяв відпустку після Реслманії 2. Як і Пайпер, він відзняв кілька випусків свого ток-шоу "The Body Shop" наперед, які мали вийти в ефір найближчими тижнями. Згодом, Прекрасний Мурако став запасним ведучим сегментів до останньої частини, яка вийшла в ефір 30 серпня 1986 року. Наприкінці серпня Вентура повернувся на телевізійні записи перших випусків WWF Superstars of Wrestling, продовжуючи грати свою роль "про-хільського" коментатора.
Реслманія 2 розглядалася як фінансовий успіх з точки зору оплати глядачами за перегляд, заробивши приблизно 5 мільйонів доларів. Це призвело до того, що журнал Cable Television Business Magazine похвалив подію, заявивши: "Якщо ми чогось і навчилися (на прикладі Реслманії), так це того, що правильна реклама робить подію успішною". Журнал також описав, як Cablevision помітили збільшення кількості підписників на 5300 лише за тиждень платних трансляцій, порівняно з середнім показником нових підписників від 300 до 400. Стверджувалось, що це було третє шоу за кількістю куплених допусків до перегляду трансляції на той момент. Реслманію 2 повторно показували на каналі Showtime у липні 1986 року навіть після того, як деякі розпочаті на цьому шоу сюжетні лінії уже завершилися.

## Матчі
| №                                       | Матч | Тип матчу                                                  | Час   |
| --------------------------------------- | --- | ---------------------------------------------------------- | ----- |
| 1                                       | Пол Орндорф і Прекрасний Мурако (з Містером Фудзі) закінчили матч з подвійним відліком.                      | Одиночний матч                                             | 04:10 |
| 2                                       | Ренді Севідж (с) (з Міс Елізабет) переміг Джорджа Стіла утриманням опонента.                                 | Одиночний матч за титул Інтерконтинентального чемпіона WWF | 05:10 |
| 3                                       | Джейк Робертс переміг Джорджа Веллса утриманням опонента.                                                    | Одиночний матч                                             | 03:15 |
| 4                                       | Містер Ті (з Джо Фрейзером) переміг Родді Пайпера (з "Ковбоєм" Бобом Ортоном і Лу Дувою) по дискваліфікації. | Боксерський матч                                           | 13:14 |
| (c) — чемпіон на момент старту поєдинку | |                                                            |       |

| №                                       | Матч | Тип матчу                                       | Час   |
| --------------------------------------- | --- | ----------------------------------------------- | ----- |
| 1                                       | Неймовірна Мула (с) перемогла Вельвет МакІнтайр утриманням опонентки. | Одиночний матч за титул Чемпіонки жінок WWF     | 01:25 |
| 2                                       | Капрал Кірчнер переміг Ніколая Волкова (з Фредді Блессі) утриманням опонента. | Одиночний матч з прапорами                      | 02:05 |
| 3                                       | Андре Гігант переміг 19 інших учасників викинувши останнім Брета Харта. | Королівська битва 20-ти осіб (WWF проти NFL)    | 09:13 |
| 4                                       | Британські Бульдоги (Дейві Бой Сміт і Динаміт Кід) (з Оззі Осборном і Лу Альбано) перемогли Команду Мрії (Грега Валентайна і Брутуса Біфкейка) (с) (з Джонні Веліантом) утриманням опонента. | Командний матч за титул Командних чемпіонів WWF | 13:03 |
| (c) — чемпіон на момент старту поєдинку | |                                                 |       |

| №                                       | Матч                                                                                                  | Тип матчу                                    | Час   |
| --------------------------------------- | --- | -------------------------------------------- | ----- |
| 1                                       | Рікі Стімбот переміг Геркулеса утриманням опонента.                                                   | Одиночний матч                               | 07:27 |
| 2                                       | Адріан Адоніс (з Джиммі Хартом) переміг Дядька Елмера утриманням опонента.                            | Одиночний матч                               | 03:01 |
| 3                                       | Террі Фанк і Хосс Фанк (з Джиммі Хартом) перемогли Звалищного Пса і Тіто Сантану утриманням опонента. | Командний матч                               | 11:42 |
| 4                                       | Халк Хоган (с) переміг Кінг Конга Банді (з Боббі Хінаном) покинувши клітку першим.                    | Матч в сталевій клітці за титул Чемпіона WWF | 10:15 |
| (c) — чемпіон на момент старту поєдинку | |                                              |       |